# Musculus gluteus maximus
Der Musculus gluteus maximus, kurz Gluteus maximus, auch Musculus glutaeus maximus (lat. für größter Gesäßmuskel oder großer Gesäßmuskel) ist ein Skelettmuskel der unteren Extremität, genauer der hinteren (dorsalen) Schicht der hinteren Hüftmuskulatur. Er ist der dem Volumen nach größte Muskel des Menschen und einer der kräftigsten. Der große Gesäßmuskel bedeckt den mittleren Gesäßmuskel (Musculus gluteus medius) und den kleinen Gesäßmuskel (Musculus gluteus minimus). Beim menschlichen Embryo liegt er anfangs nur über dem Musculus piriformis und dehnt sich erst später aus.
Bei den vierfüßigen Säugetieren ist er nicht der größte der Kruppenmuskeln, hier wird er aufgrund der ebenfalls oberflächlichen Lage als oberflächlicher Kruppenmuskel (Musculus gluteus superficialis) bezeichnet. Bei den Paarhufern ist dieser Muskel mit dem zweiköpfigen Oberschenkelmuskel (Musculus biceps femoris) verschmolzen und wird Musculus gluteobiceps genannt. Dieser ist bei Schlachttieren Teil der Unterschale. 

## Deskriptive Anatomie
Der Musculus gluteus maximus ist ein großflächiger Muskel mit weitgefächertem Ursprung und kräftiger Ansatzsehne. Er ist wie der Deltamuskel durch eine besonders grobe Bündelung seiner Fasern ausgezeichnet, die von medial-oben nach lateral-unten ziehen. Der Maximus liegt oberflächlich und bedeckt mit Ausnahme des oberen Teiles vom Glutaeus medius alle übrigen Gesäßmuskeln. Er zieht über den Trochanter major hinweg.
Er gliedert sich seinem Ursprung nach in einen oberflächlichen und einen tiefen Anteil. Der oberflächliche Anteil entspringt vom Darmbein (Os ilium), genauer vom Darmbeinkamm (Crista iliaca), vom hinteren oberen Darmbeinstachel (Spina iliaca posterior superior), von der bindegewebigen Hülle (Faszie) im Lendenbereich (Fascia thoracolumbalis) und von der Rückfläche des Kreuzbeines (Os sacrum) und des Steißbeines (Os coccygis). Der tiefe Anteil nimmt seinen Ursprung von der Darmbeinschaufel (Ala ossis ilium) hinter der Linea glutea posterior, vom Band zwischen Kreuzbein und Sitzbein (Os ischii) (Ligamentum sacrotuberale) und von der Faszie des mittleren Gesäßmuskels (Aponeurosis glutea bzw. Fascia glutaei medii). Insgesamt ist der Gluteus maximus also nur an wenigen Knochenpunkten direkt befestigt.
Die Muskelfasern laufen zu einer gemeinsamen kräftigen Ansatzsehne zusammen (konvergieren). Die oberen zwei Drittel des Muskels strahlen in den Tractus iliotibialis, einen Verstärkungszug des Faszienstreifens (Fascia lata), an der Außenseite des Oberschenkels bis zum Oberrand der Tibia ein. Das untere Drittel inseriert an der Aufrauung für die Gesäßmuskulatur (Tuberositas glutaea) am Oberschenkelknochen (Femur) sowie an der Linea aspera an der Seite des Oberschenkels über das Septum intermusculare femoris laterale bis hinab zum Epicondylus lateralis femoris.
Der Muskel ist durch seine oberflächliche Lage wohlbekannt. Jedoch fällt sein unterer Rand nicht, wie man meinen könnte, mit der Gesäßfurche zusammen, sondern überschneidet sie unter spitzem Winkel. Beim Stehen bedeckt er das Tuber ischiadicum, beim Sitzen und bei Beugung der Hüfte dagegen nicht.
Die Ansatz- und Auflagestellen des Muskels sind durch weiträumige Schleimbeutel (Bursae) gepolstert, u. a.:
- Bursae glutaeofemorales (zwischen der Sehne des Glutaeus maximus und der Tuberositas glutaea).
- Bursa trochanterica m. glutaei maximi (zwischen der Ansatzsehne des Glutaeus maximus und dem Trochanter major)
- Bursa ischiadica m. glutaei maximi
- Bursa trochanterica subcutanea (zwischen der Haut und der Sehne am Trochanter major)

Die Blutversorgung erfolgt vor allem über die Arteria glutaea inferior.

## Funktionelle Anatomie
Die Wirkungen des großen Gesäßmuskels auf die Bewegung des Oberschenkels im Hüftgelenk sind vielfältig und je nach Muskelportion unterschiedlich:
Eine unter anderem für den aufrechten Gang des Menschen unerlässliche Funktion ist die Streckung (Extension) im Hüftgelenk und die Stabilisierung des Oberschenkels in der Streckung. Dabei ist der Gluteus maximus beim normalen Gehen kaum gefordert; hier wird die Streckung des Hüftgelenks nahezu ausschließlich durch die ischiokruralen Muskeln erledigt. Erst beim Gehen auf unebenem Untergrund, beim Laufen, Springen oder Treppensteigen wird der Muskel mehr gefordert. Besonders kräftig ist seine Wirkung nach entsprechender Vordehnung durch eine Flexion im Hüftgelenk, so etwa in der Startposition beim Sprint. Auch das Aufstehen von einer Unterlage ist bei einem Ausfall des Muskels deutlich erschwert, da er ein Abkippen des Beckens (Pelvis) nach vorne verhindert bzw. dieses stabilisiert und so die Aufrichtung des Rumpfes ermöglicht. Entsprechend ist der Muskel bei den vierfüßigen Säugetieren wesentlich schwächer ausgebildet.
Mit dem Musculus quadriceps femoris und den Plantarflexoren ist er wesentlicher Bestandteil der Muskelkette in der Standbeinphase, indem er bei festgestelltem Oberschenkel die Hüfte strecken kann. Synergistisch richtet er mit den Bauchmuskeln das Becken auf und verkleinert damit die Lendenlordose. Die distalen, in das Septum intermusculare laterale einstrahlenden Fasern dehnen den von dort beginnenden Vastus lateralis des Musculus quadriceps femoris für eine kraftvolle Knieextension vor (Vasto-glutaeale Schlinge nach Hoepke). Diese setzt sich nach kranial in die Fascia thoracolumbalis und somit in den Latissimus dorsi der Gegenseite fort.
Durch seine verschiedenen Ansätze kann der Muskel sowohl als Abspreizer (Abduktor) als auch als Heranführer (Adduktor) des Beines wirken: Der obere, kopfwärts gelegene (kraniale) Anteil unterstützt die anderen Gesäßmuskeln beim Abspreizen (Abduktion) und spannt die Faszie am äußeren Oberschenkel; der untere, schwanzwärts gelegene (kaudale) Anteil dagegen unterstützt das Heranführen (Adduktion) des Oberschenkels.
Weiterhin bewirkt der Muskel die Auswärtsdrehung (Außenrotation) des Oberschenkels. Über den Tractus iliotibialis wirkt er auch auf das Knie streckend, valgisierend und außenrotierend. Zudem unterstützt der Muskel auch den Sphincter ani externus durch das Zusammenklemmen der Gesäßbacken (Nates) und schiebt durch doppelseitige Kontraktion beim Coitus das Becken vor.

## Training
Durch gezielte und wiederholt ausgeführte typische Bewegungen kann der Muskel trainiert werden, beispielsweise durch Strecken des Beines nach hinten und durch Bewegung nach oben und unten im Vierfüßlerstand. Im Kraftdreikampf zählen Kniebeugen und Kreuzheben zu wirkungsvollen Übungen zur Stärkung des großen Gesäßmuskels. Im Krafttraining wird der Muskel auch durch die Beinpresse beansprucht.
Im Stehen liegt der große Gesäßmuskel über dem Sitzbeinhöcker (Tuber ischiadicum). Er wird jedoch beim Sitzen nicht gequetscht, weil der Unterrand des Muskels dabei zur Seite gleitet.

## Erkrankungen
Eine Lähmung des großen Gesäßmuskels hat weitreichende Folgen. Streckbewegungen des Oberschenkels im Hüftgelenk sind stark eingeschränkt, wodurch das Gehen, Aufstehen, Springen und Treppensteigen kaum durchzuführen sind. Da die aufrichtende Funktion wegfällt, muss der Körperschwerpunkt hinter der Transversalebene bleiben, sonst kippt der Körper vornüber. Auch die Auswärtsdrehung ist stark geschwächt.
Bei chronischer Druckbelastung des Muskels (vor allem durch sitzende Tätigkeiten) können Entzündungen der ansatznahen Schleimbeutel (Bursitis) entstehen, die klinisch als Webersknopf, andernorts auch als Hauerknopf, bezeichnet werden.

## Bilder

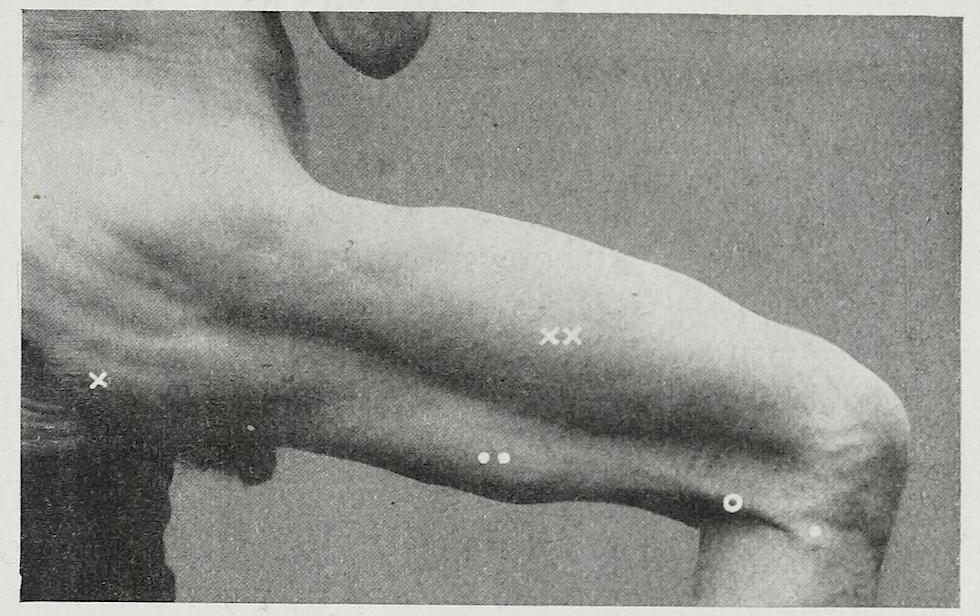
Oberflächenanatomie der Oberschenkelaußenseite. Gluteus maximus durch x gekennzeichnet.
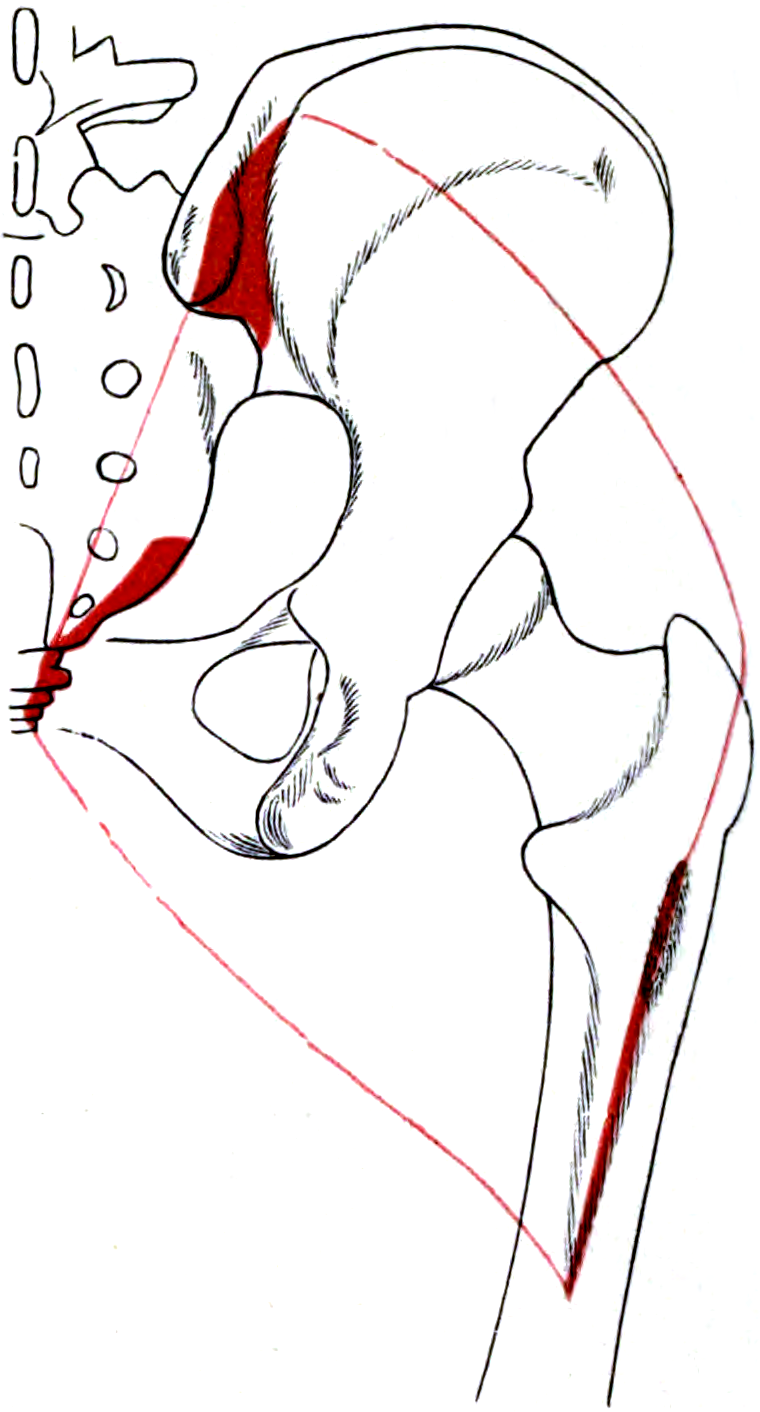
Ursprung- und Ansatzzonen.
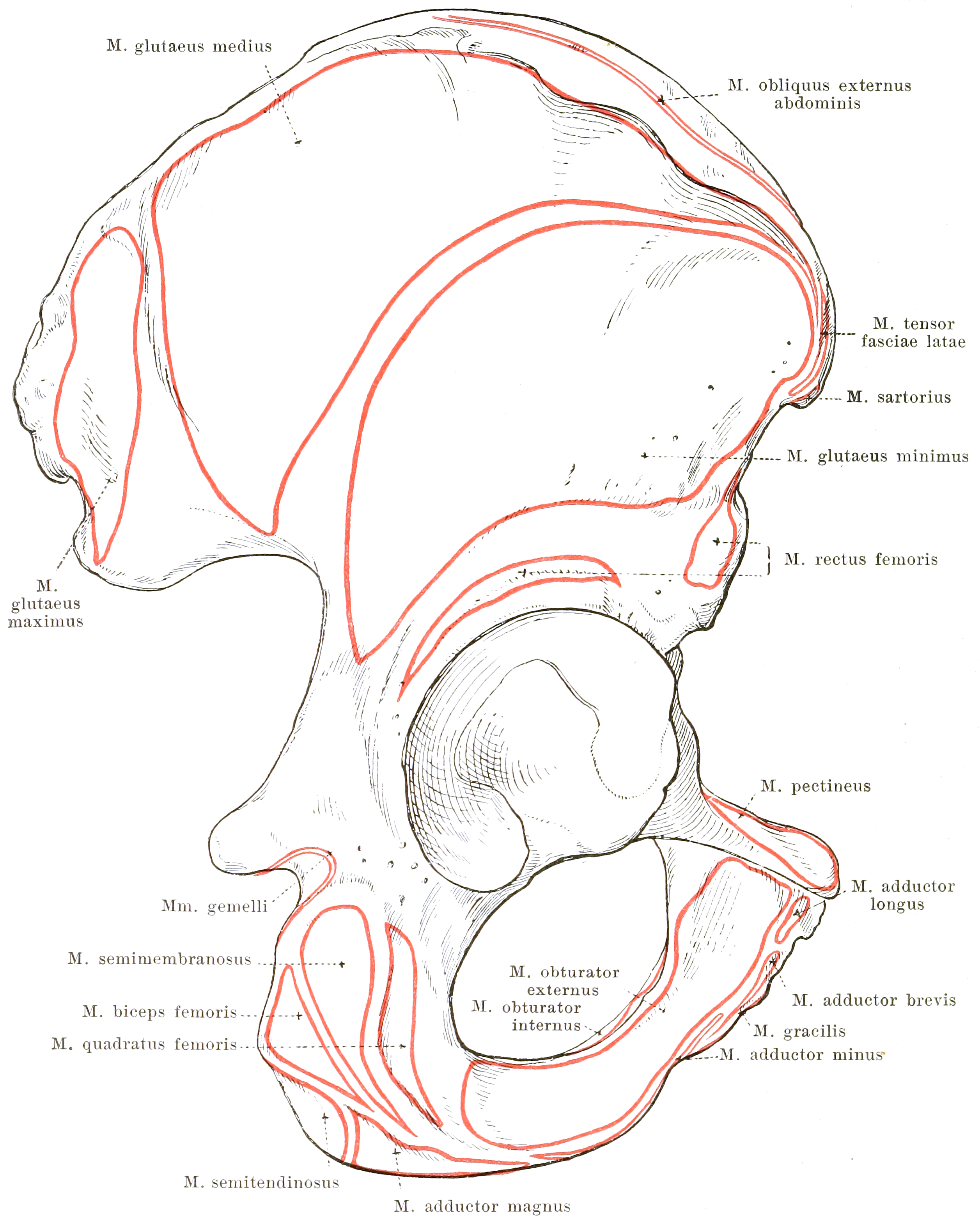
Ursprung vom Darmbeinkamm.
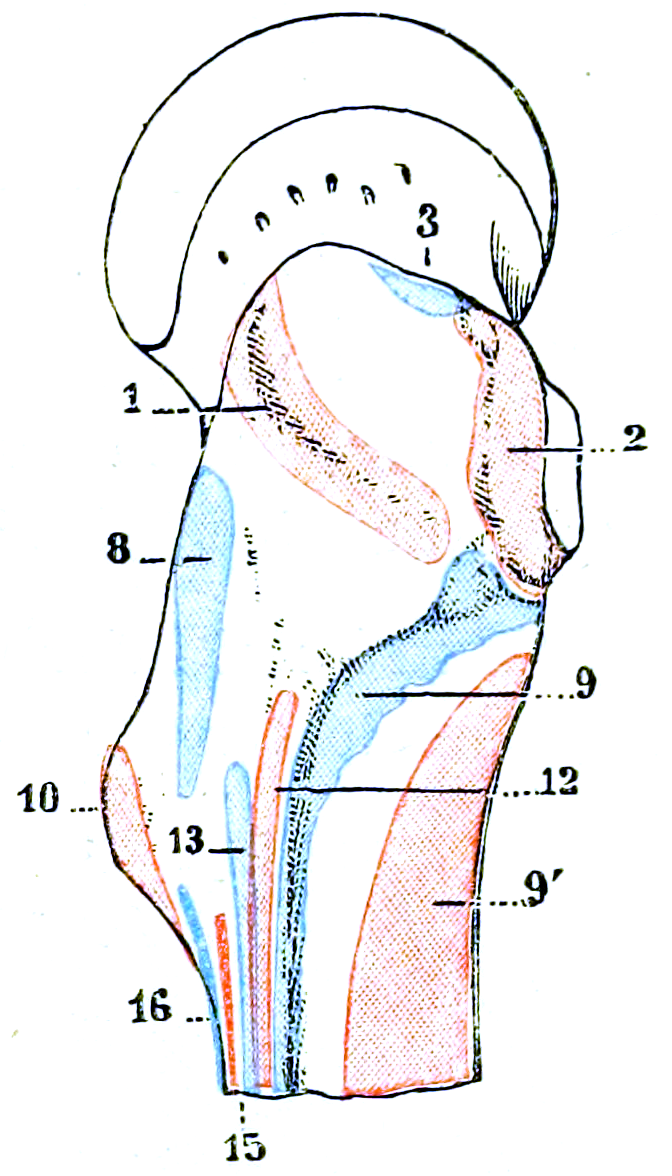
Ansatz am proximalen Femur (Nummer 12).
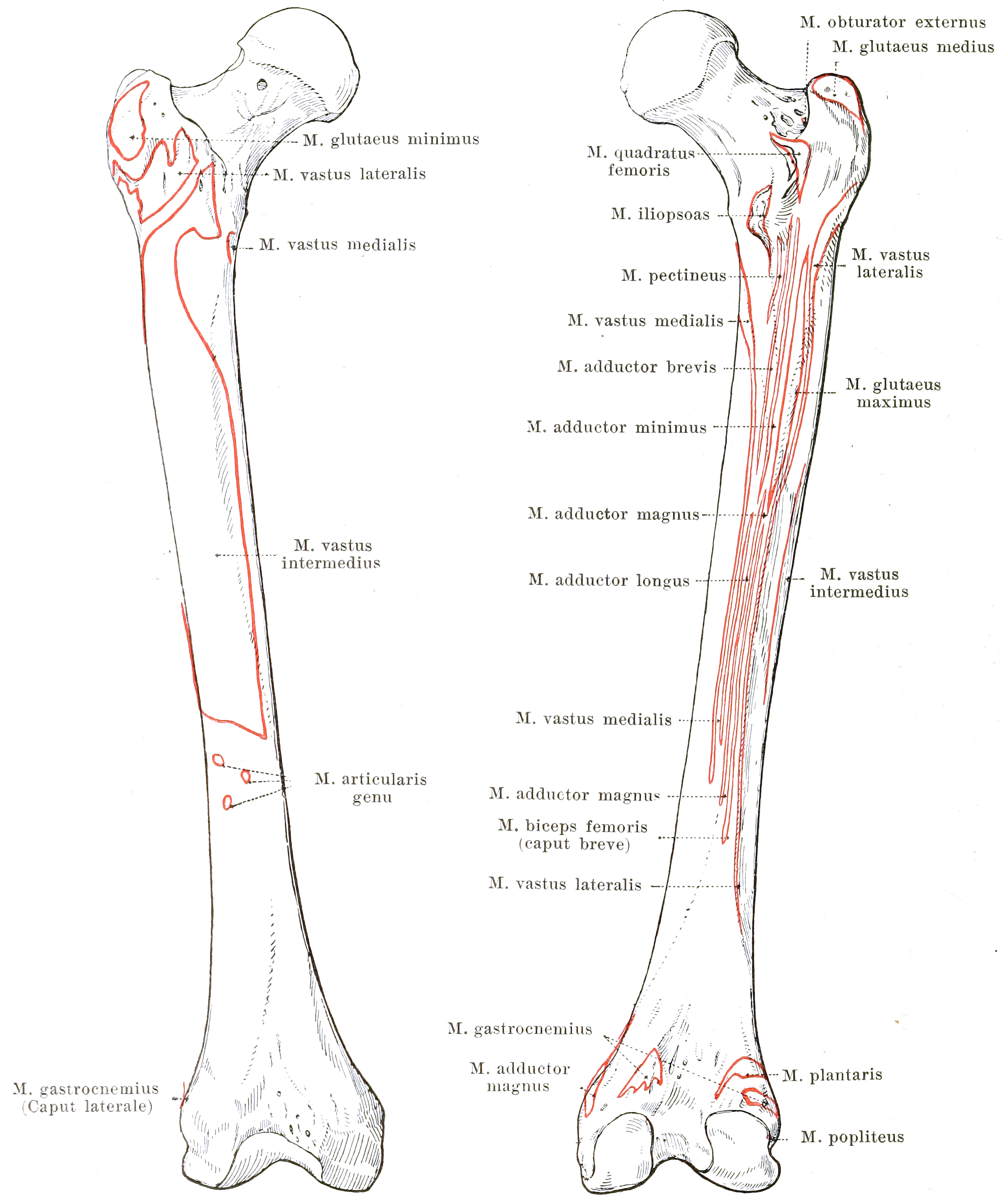
Ansatz am Femur.
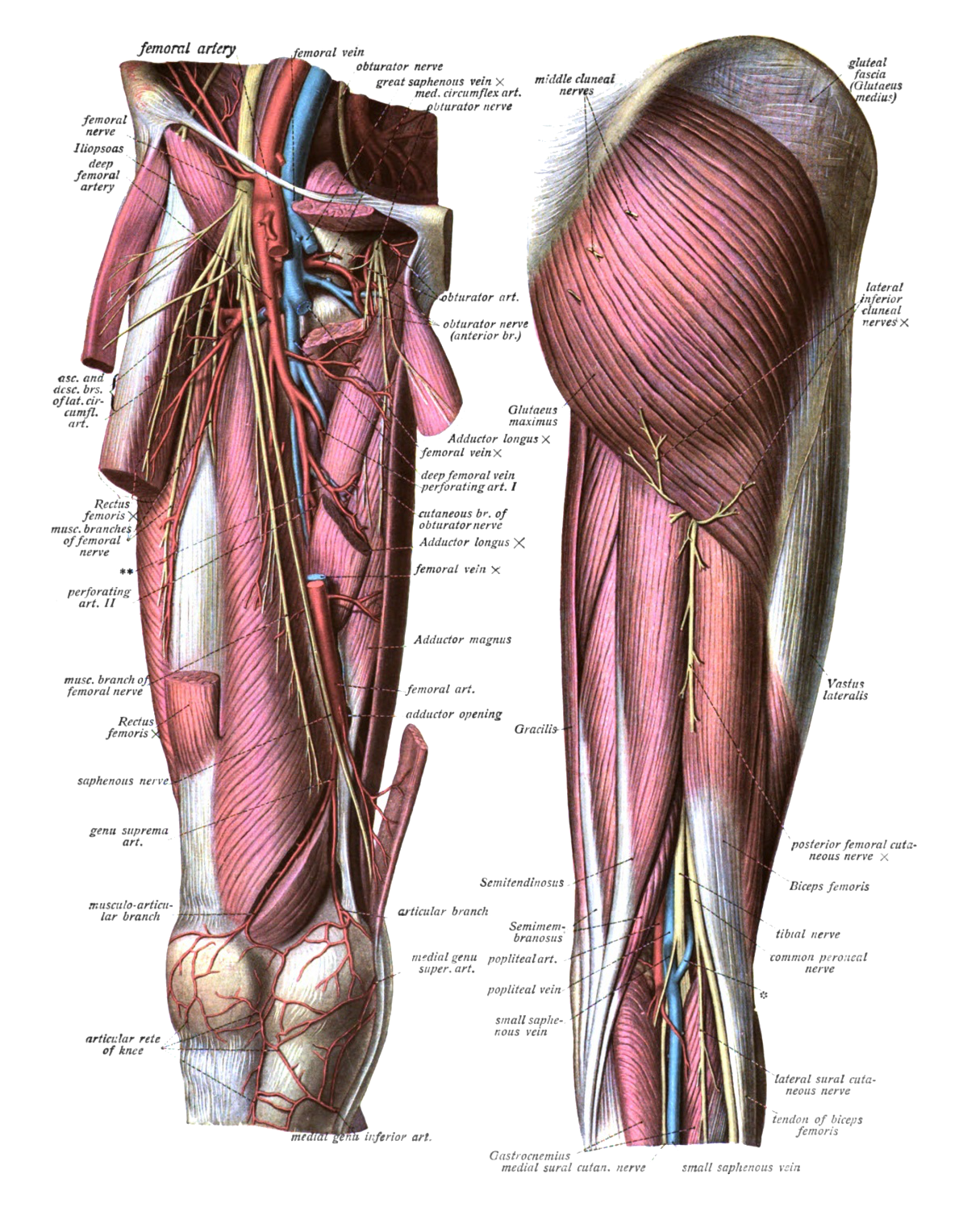
Gluteus maximus, Ansicht von dorsal.
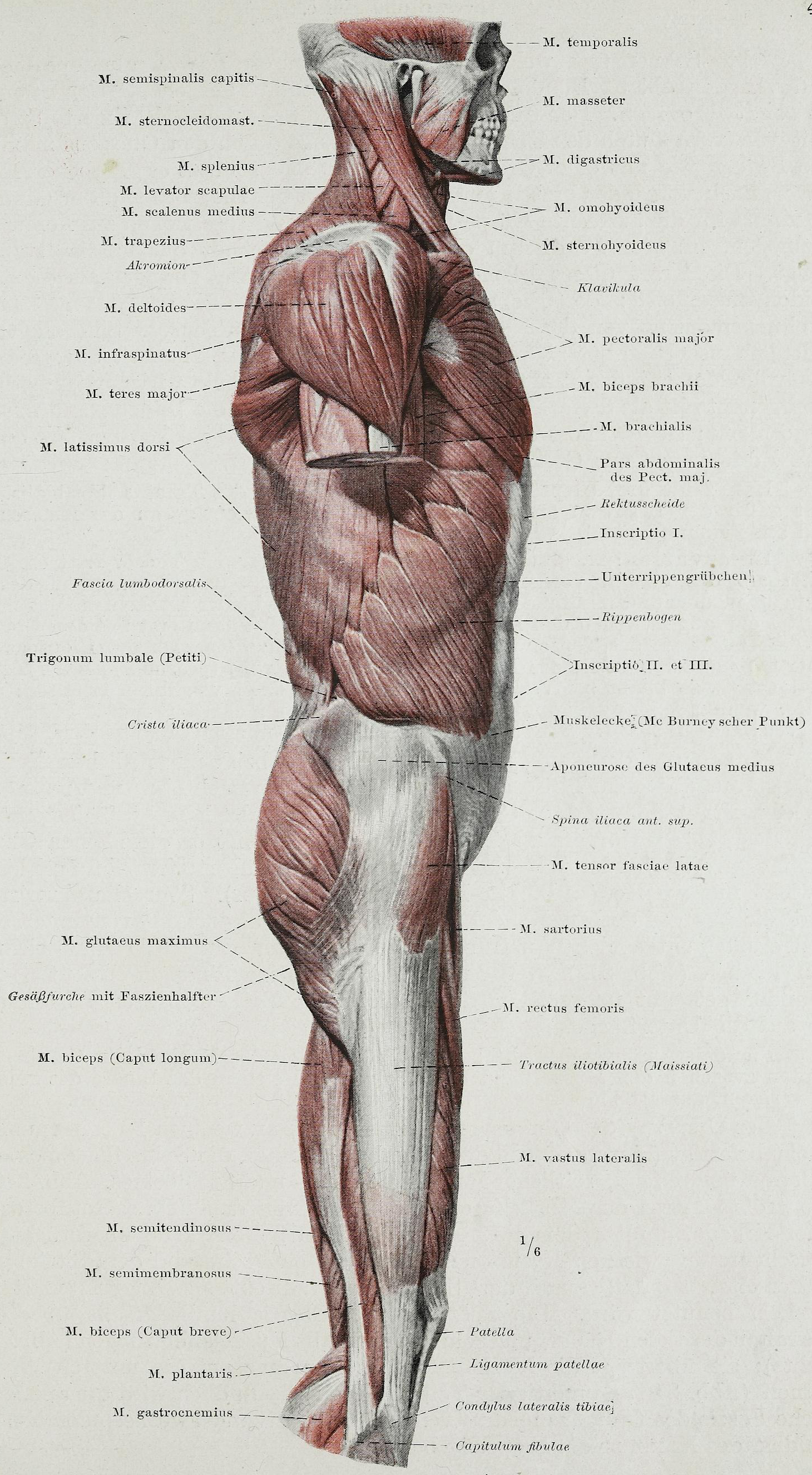
Gluteus maximus, Ansicht von lateral.
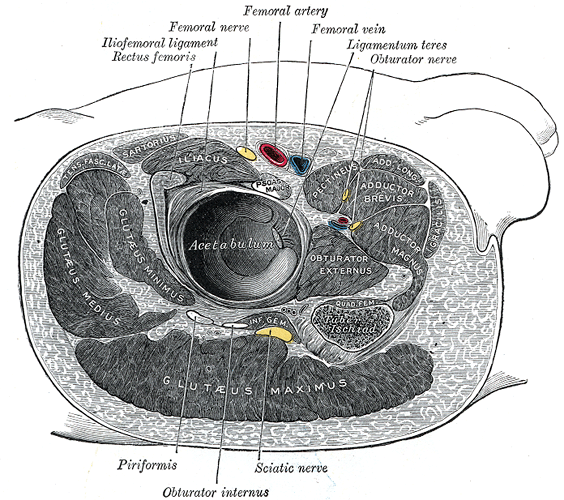
Querschnitt in Höhe des Hüftgelenks.
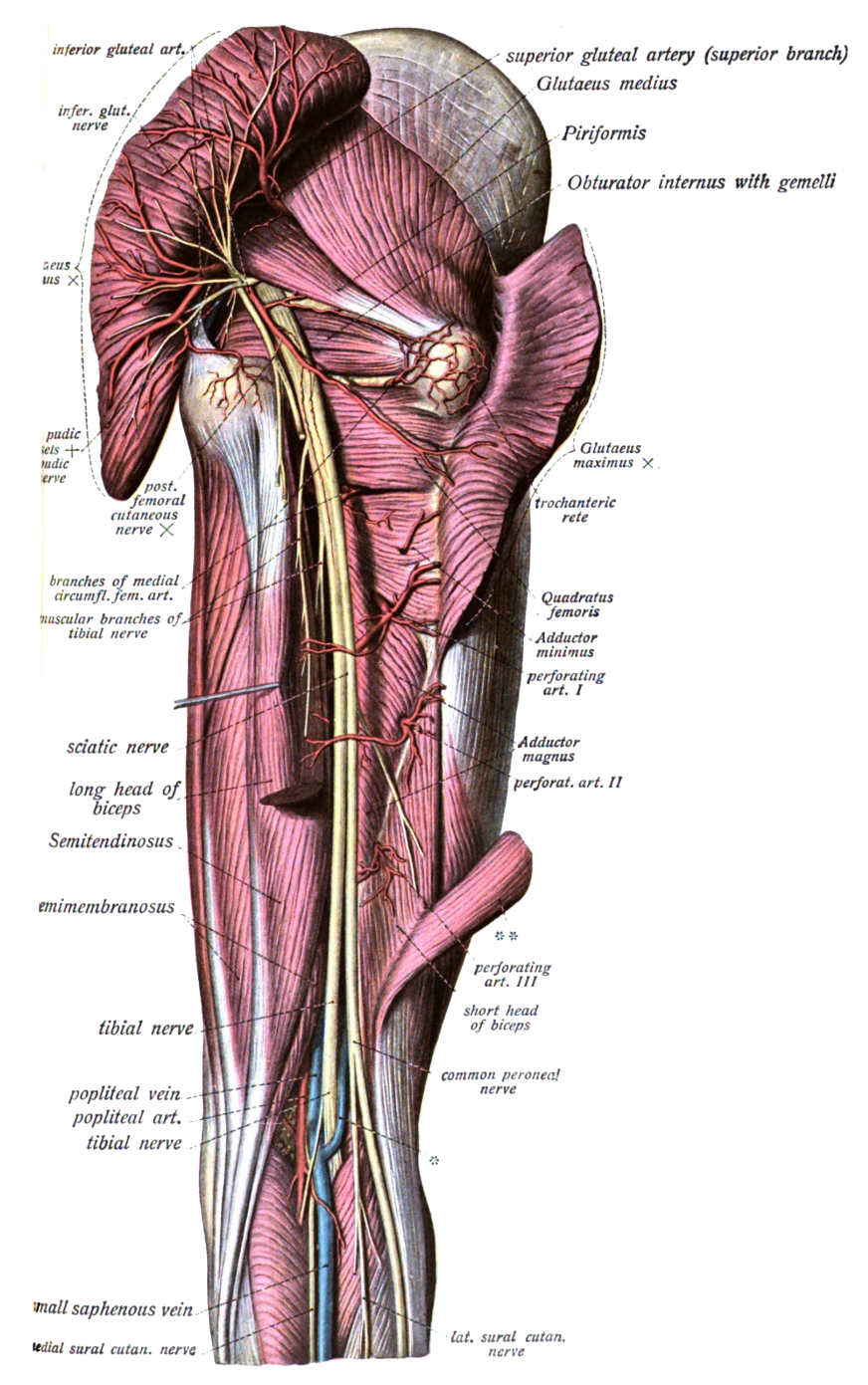
Innervation durch den N. gluteus inferior.